# Пак Че Син
У цьому корейському імені прізвище (Пак) стоїть перед особовим ім'ям.
Пак Че Син (кор. 한국어, нар. 1 квітня 1923) — південнокорейський футболіст, що грав на позиції захисника, зокрема, за клуб «Клуб Армії Сеула», а також національну збірну Південної Кореї.
Переможець Кубка Азії 1956 року.

## Клубна кар'єра
У футболі відомий виступами за команду «Клуб Армії Сеула», кольори якої і захищав протягом усієї своєї кар'єри гравця. 
| Дата      | Місто    | Господарі      | Результат | Гості             | Турнір                    | Голи | Примітки |
| --------- | -------- | -------------- | --------- | ----------------- | ------------------------- | ---- | -------- |
| 18-4-1953 | Сінгапур | Сінгапур       | 3 – 1     | Південна Корея    | товариський матч          | -    |          |
| 30-4-1953 | Сінгапур | Індонезія      | 1 – 3     | Південна Корея    | товариський матч          | -    |          |
| 17-6-1954 | Цюрих    | Угорщина       | 9 – 0     | Південна Корея    | ЧС 1954 - 1-й етап        | -    |          |
| 25-2-1956 | Маніла   | Філіппіни      | 0 – 2     | Південна Корея    | Відбір до Кубка Азії 1956 | -    |          |
| 21-4-1956 | Сеул     | Південна Корея | 3 – 0     | Філіппіни         | Відбір до Кубка Азії 1956 | -    |          |
| 26-8-1956 | Сеул     | Південна Корея | 2 – 0     | Тайвань           | Відбір до Кубка Азії 1956 | -    |          |
| 2-9-1956  | Тайбей   | Тайвань        | 1 – 2     | Південна Корея    | Відбір до Кубка Азії 1956 | -    |          |
| 6-9-1956  | Гонконг  | Південна Корея | 2 – 2     | Гонконг           | Кубок Азії 1956           | -    |          |
| 8-9-1956  | Гонконг  | Ізраїль        | 1 – 2     | Південна Корея    | Кубок Азії 1956           | -    |          |
| 15-9-1956 | Гонконг  | Південна Корея | 5 – 3     | Південний В'єтнам | Кубок Азії 1956           | -    |          |
| 18-2-1958 | Гонконг  | Гонконг        | 3 – 2     | Південна Корея    | товариський матч          | -    |          |
| Усього    |          | Матчів         | 11        |                   | Голів                     | 0    |          |

## Титули і досягнення
- Переможець Кубка Азії (1):

Південна Корея: 1956